# Горные тритоны
Горные тритоны (лат. Euproctus) — род хвостатых земноводных из семейства настоящих саламандр.

## Виды
2 вида:
- Euproctus montanus — Корсиканский тритон
- Euproctus platycephalus — Сардинский тритон

Ранее сюда включался пиренейский тритон, в настоящее время выделенный в род Calotriton.

## Ареал
Ареал совпадает с именованием видом: корсиканский тритон обитает на Корсике, сардинский тритон — на Сардинии.